# صموئيل كونينغهام (سياسي كندي)
صموئيل كونينغهام هو سياسي كندي، ولد في 8 أبريل 1848 في كندا، وتوفي في 14 يناير 1919 في كندا.